# Pierre Bastien (numismate)
Pour les articles homonymes, voir Pierre Bastien et Bastien.
Pierre Bastien, né à Lille le 9 mars 1912 et mort le 13 mai 2010, est un chirurgien et un numismate français, spécialisé dans les monnaies impériales romaines.

## Biographie
Pierre Bastien est chirurgien de formation et exerce à Dunkerque jusqu'à sa retraite en 1977, date à laquelle il rejoint ses enfants aux Etats-Unis, où il décède en 2010. Il résidait à Cranbury (devenu West Windsor Township) dans le New-Jersey, près de l'université de Princeton et de l'American Numismatic Society.
Collectionneur amateur, il se passionne pour la numismatique impériale romaine à partir de 1955 en entamant la rédaction d'une étude sur le monnayage de l'empereur romain Magnence. Il est l'auteur de nombreuses communications et ouvrages sur le monnayage impérial, dont l'important ouvrage sur l'activité de l'atelier monétaire de Lugdunum (Huit volumes) et l'étude des bustes monétaires des empereurs (trois volumes). Il poursuit ses travaux jusqu'en 1995, lorsqu'une cécité progressive l'empêche de continuer. 
Il assure de 1965 à 1967 la présidence de la Société française de numismatique après en avoir été le trésorier pendant plusieurs années. Il est depuis 1986 membre honoraire de la commission internationale de Numismatique. Il cumule aussi de nombreuses distinctions, dont « corresponding fellow » de la British Academy, « Patron » de l'American Numismatic Society, qui lui décerne en 1976 la Huntington Medal Award (récompense créée en l'honneur de Archer Milton Huntington).
Pierre Bastien a mis en vente sa collection de monnaies romaines en trois lots : en octobre 1982 à Bâle (929 monnaies de bronze du Bas-Empire), en 1984 à l'American Numismatic Society (2 225 monnaies de l'Empire tardif, de Dioclétien à Honorius) et en 1985 à Bâle ses monnaies provinciales romaines.
Son abondante correspondance a été déposée au musée monétaire de Lausanne, tandis que ses documents de travail, moulages et carnets de ses études sur le monnayage de Lyon et les bustes monétaires impériaux sont déposés et consultables au Département des Monnaies, médailles et antiques de la Bibliothèque nationale de France.

## Œuvres principales
- Le Monnayage de Magnence (350 – 353), Wetteren (Belgique), Édition numismatique romaine, 1983
- Le Monnayage de l'atelier de Lyon :
  - Dioclétien et ses corégents avant la réforme monétaire (285-294), Wetteren, Édition numismatique romaine, 1972
  - De la réouverture de l’atelier par Aurélien à la mort de Carin (fin 274 – mi-285), Wetteren, Édition numismatique romaine, 1976
  - (avec Georges Gautier) De la réforme monétaire de Dioclétien à la fermeture temporaire de l’atelier en 316 (294 – 316), Wetteren, Édition numismatique romaine, 1980
  - De la réouverture de l’atelier en 318 à la mort de Constantin (318 – 337), Wetteren, Édition numismatique romaine, 1982
  - De la mort de Constantin à la mort de Julien (337 – 363), Wetteren, Édition numismatique romaine, 1985
  - Du règne de Jovien à la mort de Jovien (363 – 413), Wetteren, Édition numismatique romaine, 1987
  - (avec Michel Amandry et Georges Gautier) Le monnayage de l'atelier de Lyon (274-413), supplément, Wetteren, Édition numismatique romaine, 1989
- Le buste monétaire des empereurs romains, Édition numismatique romaine, 1992-1994, 3 volumes